# Sut-Cholský chošún
Sut-Cholský chošún (rusky Сут-Хольский кожуун, tuvinsky Сүт-Хөл кожуун) je administrativně-územní jednotka (chošún) v Republice Tuva v Ruské federaci. Administrativním centrem je selo Sug-Aksy, které do roku 1991 neslo jméno Sut-Chol.

## Geografie
Sut-Cholský chošún se nachází v západní části země. Na severu souusedí s Republikou Chakasie a Krasnojarským krajem, jihozápadě s tuvinským Barun-Chemčikským chošúnem, na jihu s Dzun-Chemčikským chošúnem a na východě s Čaa-Cholským chošúnem. Nejdůležitějšími řekami jsou Chemčik, Alaš a Ak-Sug. Na území chošúnu leží vysokohorské jezero Sut-Chol. Sut-Cholský chošún se z pohledu klimatu přirovnává k rajónům Dálného severu.

## Ekonomika
Selo Sug-Aksy je propojeno silnicí se sídly Čadan, Aldan-Maadyr a Ak-Dovurak. Hlavní činností obyvatelstva je chov hospodářských zvířat (ovcí) a na jihozápadě se pěstují hospodářeské plodiny.

## Demografie
- 1990 — 12 150 obyv.
- 2000 — 8 707 obyv.
- 2002 — 8 430 obyv.
- 2004 — 8 432 obyv.
- 2005 — 8 385 obyv.
- 2006 — 8 468 obyv.
- 2007 — 8 590 obyv.
- 2008 — 8 660 obyv.
- 2009 — 8 694 obyv.
- 2010 — 8 029 obyv.
- 2011 — 8 015 obyv.
- 2012 — 7 973 obyv.
- 2013 — 7 867 obyv.
- 2014 — 7 933 obyv.
- 2015 — 7 948 obyv.
- 2016 — 7 926 obyv.

## Administrativní členění

### Městské a vesnické okresy
| №. | Městské a vesnické okresy | Administrativní centrum | Počet sídelních útvarů | Počet obyvatel | Rozloha [km2] |
| -- | ------------------------- | ----------------------- | ---------------------- | -------------- | ------------- |
| 1  | Sumon Ak-Dašskij          | selo Ak-Daš             | 1                      | 548 ↘          | 9,82          |
| 2  | Sumon Aldan-Maadyrskij    | selo Aldan-Maadyr       | 1                      | 1 110 ↗        | 20,15         |
| 3  | Sumon Bora-Tajginskij     | selo Bora-Tajga         | 1                      | 766 ↗          | 13,24         |
| 4  | Sumon Iškinskij           | selo Iškin              | 1                      | 1 109 ↘        | 26,12         |
| 5  | Sumon Kara-Čyraanskij     | selo Kara-Čyraa         | 1                      | 777 ↘          | 15,95         |
| 6  | Sumon Kyzyl-Tajginskij    | selo Kyzyl-Tajga        | 1                      | 477 ↘          | 14,36         |
| 7  | Sumon Suh-Aksynskij       | selo Suh-Aksy           | 1                      | 3 139 ↘        | 27,30         |

### Sídelní útvary
| №. | Sídelní útvar | Rusky        | Typ sídelního útvaru | Počet obyvatel | Komunální útvar        |
| -- | ------------- | ------------ | -------------------- | -------------- | ---------------------- |
| 1  | Ak-Daš        | Ак-Даш       | vesnice (selo)       | 548 ↘          | Sumon Ak-Dašskij       |
| 2  | Aldan-Maadyr  | Алдан-Маадыр | vesnice (selo)       | 1 110 ↗        | Sumon Aldan-Maadyrskij |
| 3  | Bora-Tajga    | Бора-Тайга   | vesnice (selo)       | 766 ↗          | Sumon Bora-Tajginskij  |
| 4  | Iškin         | Ишкин        | vesnice (selo)       | 1109 ↗         | Sumon Sumon Iškinskij  |
| 5  | Kara-Čyraa    | Кара-Чыраа   | vesnice (selo)       | 777 ↘          | Sumon Kara-Čyraanskij  |
| 6  | Kyzyl-Tajga   | Кызыл-Тайга  | vesnice (selo)       | 477 ↘          | Sumon Kyzyl-Tajginskij |
| 7  | Sug-Aksy      | Суг-Аксы     | vesnice (selo)       | 3 139 ↘        | Sumon Sug-Aksynskij    |